# 林仁翰
林仁翰，五代十国时期建阳人，出仕闽景宗，为南廊承旨。
永隆六年（944年）三月，拱宸都指挥使朱文进和阁门使连重遇弑闽景宗，朱文进自立为闽王，以连重遇总领六军，不久向后晋称臣，受封闽国王。开运元年（944年）十二月，景宗弟殷帝王延政派统军使吴成义攻打闽国都城福州。闰十二月廿九·丁酉（945年2月14日），林仁翰对手下们说：“我们世代效力王氏，如今受制于贼臣，富沙王（王延政称帝前的封号）到了，我们有何面目见他？”率手下三十人披甲直奔连重遇家。连重遇正在严兵自卫，三十人看见了稍稍遁去，林仁翰执槊直扑上前刺杀连重遇，砍断其首级以示众，说：“富沙王就要到了，你们就要被灭族了，现在连重遇己死，何不赶紧杀了朱文进以赎罪？”众人踊跃从之，于是斩杀朱文进，迎接吴成义入福州。王延政改称闽帝。林仁翰觐见王延政，献上朱文进、连重遇首级，请求王延政还都福州。王延政给林仁翰的赏赐很少，但林仁翰始终没有说出自己的功劳，人们因此称赞他。
林仁翰的弟弟林仁肇后为南唐名将。